# Peširovo
Peširovo (makedonska: Пеширово) är en ort i Nordmakedonien. Den ligger i kommunen Sveti Nikole, i den centrala delen av landet, 50 kilometer öster om huvudstaden Skopje. Peširovo ligger 259 meter över havet och antalet invånare är 262.